# Rosière
Een rosière of rozenmaagd was in de Franse tijd een "deugdzaam meisje" dat trouwde met een veteraan van het leger van Napoleon. In enkele Brugse bronnen wordt dit soort huwelijk ook "nationaal huwelijk" genoemd.

## Oorsprong
Het is een oud Frans gebruik, volgens de legende ingesteld door de heilige Medardus aan het einde van de 5e eeuw, waarbij een jong meisje van onberispelijk gedrag een rozenkroon kreeg. Het gebruik bestaat in sommige Franse dorpen nog steeds.

## Officialisering onder Napoleon
Een soldaat die jarenlang gevochten heeft, heeft hulp nodig om zich terug te integreren in de burgermaatschappij. Napoleon paste daarom een bestaand gebruik aan en voerde een regeling in waarbij, door het toekennen van een bruidsschat, een huwelijk van een veteraan van zijn leger met een arm, deugdzaam meisje ondersteund werd.
Bij verschillende gelegenheden kregen de hoofdplaatsen van een arrondissement de opdracht om dergelijke huwelijken te organiseren. In Brugge waren er onder meer een huwelijk op 2 december 1804, de dag waarop Napoleon zich tot keizer liet kronen, en tien huwelijken op 23 april 1810, ter gelegenheid van zijn huwelijk met Marie Louise van Oostenrijk op 2 april 1810. 